# Гогнаурі
Гогнаурі (груз. გოგნაური) — село в Грузії.
За даними перепису населення 2014 року в селі проживає 29 осіб.